# Barthélémy de Salerne
Barthélémy de Salerne (en latin : Bartholomaeus Salernitanus), né vers 1110 et mort vers 1180, est un médecin du milieu de l'école de Salerne. Il a été le conseiller de l'abbé de Cluny Pierre le Vénérable et du roi de France Louis VII, à qui il a écrit des lettres. Il est notamment l'auteur du Practica Bartholomaei (Livre des pratiques de Barthélémy), d'un commentaire sur les Articella et d'un traité d'anatomie.